# Ancistrus abilhoai
Az Ancistrus abilhoai a sugarasúszójú halak (Actinopterygii) osztályának harcsaalakúak (Siluriformes) rendjébe, ezen belül a tepsifejűharcsa-félék (Loricariidae) családjába tartozó faj.

## Előfordulása
Az Ancistrus abilhoai Dél-Amerikában fordul elő. Brazília egyik endemikus hala.

## Megjelenése
Ez a halfaj legfeljebb 10,6 centiméter hosszú. A nőstények általában, csak 8,5 centiméter hosszúak. A hátúszóján csak 1 tüske látható. A rokon A. agostinhoi, A. mullerae, A. multispinis és A. formoso harcsafajokhoz hasonlóan, az alsó állkapcsán levő tapogatószál rövid és hozzá van nőve az ajkához, míg a többi Ancistrus-fajnak hosszabb és szabadon mozgó ez a nyúlványa. 40-68 foga van.

## Életmódja
A trópusi édesvizeket kedveli. A víz fenekén él és keresi a táplálékát.